# KNN
주식회사 KNN(한국어: 케이엔엔)은 부산광역시와 경상남도 및 인근 일부지역을 권역으로 하는 SBS(모기업:태영건설)의 부산경남권 네트워크 민영방송사이다. (주)넥센의 계열 초임에는 부산방송(釜山放送, Pusan Broadcasting, 약칭 PSB)으로 1994년에 설립되었다. 그 후 1995년 5월 1일 부산광역시의 방송지역으로 TV 및 라디오채널이 개통됨에 따라 공식방송이 시작되어 10년 후인 2005년에는 공식 비즈니스 지구를 경상남도로 확대하였으며, 11주년을 맞이한 2006년 5월 1일, 부산방송에서 KNN으로 사명이 개칭되었다.

## 슬로건
- From Here to the World
- 부산경남 대표방송

## 개요
부산방송(釜山放送, Pusan Broadcasting Corporation, 약칭 PSB)의 이름으로 1994년 4월 부산직할시에 설립하고  나중에 1995년 5월 14일 공식적인 TV 본방송을 개시했다. 1997년 9월 9일에 FM 방송을 개시하였다. 2003년 12월 31일에 디지털 TV 방송을 시작하였으며, 호출부호는 HLDG이며 부산광역시 · 경상남도 김해시 일원은 CH 19, 경상남도 창원시 일원은 CH 64, 경상남도 진주시 일원은 CH 62(UHF)로 방송하고 있으며, 라디오 주파수는 파워 FM이 황령산 송신소에서 부산광역시 지역에 송출하는 초단파 99.9MHz와 2010년 12월 29일부터 창원시를 비롯한 경남 중부 지역에 불모산 중계소에서 송출하는 초단파 102.5MHz, 2011년 12월 23일부터 장군대산 라디오중계소에서 진주시를 비롯한 경남 서부 지역에 송출하는 105.5MHz, 2013년 9월 16일과 12월 23일부터 각각 기장, 정관과 양산에 송출하는 96.3MHz, 2016년 5월 10일 러브FM이 황령산 송신소에서 부산광역시에 송출하는 초단파 105.7MHz, 2016년 9월 23일 거창에 송출하는 106.7MHz, 2017년 5월 10일 러브FM이 양산에 송출하는 88.5MHz와 기장, 정관에 송출하는 89.3MHz, 2017년 10월 30일 러브FM 불모산 중계소에서 창원시, 김해시, 거제시에 송출하는 초단파 90.9MHz, 2018년 3월 21일 러브 FM 망진산 중계소에서 진주시에 송출하는 초단파 98.7MHz이다. 자본금은 662억 원이며 주요 주주로는 주식회사 넥센, 태영, 성우하이텍 등으로 구성되어 있다. 방송 초기에는 전화기 제조회사 한창이 최대주주였으나 2002년부터 최대주주가 주식회사 넥센으로 변경되었다. 2006년 5월 14일 개국 11주년을 맞이하여 사명이 부산방송 (Pusan Broadcasting, PSB)에서 지금의 KNN으로 변경되었다. 2014년 4월, 현재 5본부 11팀 총 150명의 임직원이 있다. 주식 비상장 기업으로 출발하였으나, 2010년 11월 3일 동남권 지역 방송국 사상 최초로 코스닥 시장에 주식회사 케이엔엔이라는 이름으로 상장하였다. 사옥은 부산광역시 해운대구 우동 센텀시티에 있다.

### 본사 · 지사 소재지
본사부산광역시 해운대구 센텀서로 30
경남(창원)방송센터경상남도 창원시 의창구 중앙대로250번길 4
서부경남(진주)방송센터경상남도 진주시 에나로 77번길 14
서울방송센터서울특별시 중구 세종대로 124

### 매출, 손익 현황
- 2013년도 기준 매출액은 573억원, 매출원가는 380억원, 판매비와 일반관리비가 158억원이었다. 이에 영업이익은 34억원의 흑자가 발생하였으며, 당기순이익은 118억원의 흑자를 기록하였다.
- 매출액 규모는 동남권 지역 지상파방송사업자 중 매출액이 압도적으로 많은 준중심 방송 사업자이며, 60~90억원대의 비교적 안정된 당기순이익 규모를 보이고 있다[4].

### 캐치프레이즈
캐치프레이즈와 관련한 정보는 방송 시작전 화면조정시간에 나오는 '오늘의 방송순서' 말미에 주로 볼 수 있다.
- 부산을 봅니다, 세계를 봅니다(1995년 5월 14일  ~ 2005년 5월 13일)
- 지역을 봅니다, 세계를 봅니다(2005년 5월 14일  ~ 2006년 5월 13일)
- 시청자와 함께하고 시청자가 주인되는 방송(2006년 5월 14일 ~ 현재)

### 로고송
- 꿈을 주고 사랑받는 PSB (피에스비) (1995.5.14 ~ 2006.5.13)
- 가족처럼 이웃처럼 PSB (피에스비) (1995.5.14 ~ 1999)
- 꿈을 주고 사랑받는 부산방송(1995.5.14 ~ 1998)
- 가족처럼 이웃처럼 부산방송(1995.5.14 ~ 1998)
- 친구처럼 이웃처럼 KNN (케이엔엔) 1버전(2006.5.14 ~ 2013.8.31) 2버전 (2009.1.1 ~ 현재) 3버전
- 기쁨과 사랑을 전해주는 KNN (케이엔엔) (2007.1.1 ~ 2012.11.11) 박자 바꿈 (2012.11.12 ~ 현재)
- 2013년 11월부터는 그 가사를 MR 처리 하고 KNN (케이엔엔)만 송출.[5]

### FM라디오 주파수 멘트
- 부산 99.9 기장/양산 96.3 창원 102.5 진주 105.5 거창 106.7MHz, 700만 청취자와 함께 만드는 KNN 파워FM 입니다.
- 부산 105.7 양산 88.5 창원/김해/거제 90.9 진주 98.7MHz KNN 러브FM 입니다.

### 나라별 제휴 방송사
- 일본 TV 니시닛폰(テレビ西日本, TNC)
  - 격년에 한번 공동으로 프로그램을 제작하고 있다.
- 일본 FM 아오모리(エフエム青森)
- 중국 톈진전시대(天津电视台)
- 중국 칭다오전시대(青岛电视台, QTV)
- 중국 대련방송(大连电视台, DLTV)

## 연혁

### 1990년대
- 1994년 4월 부산방송(주)(釜山放送, 약칭 PSB) 설립
- 1994년 4월 공보처, 지역민영 TV방송국 참여신청 공고
- 1994년 5월 사업계획서 제출
- 1994년 8월 10일 (주)한창이 민영방송사업자로 선정
- 1995년 4월 1일 정규방송 시작
- 1995년 5월 서울지사 설치(서울특별시 중구 태평로1가 25 소재)
- 1995년 5월 정보통신부(현 과학기술정보통신부), 방송사 허가
- 1995년 5월 14일 PSB-TV방송 개국(호출부호 HLDG-TV, CH 19)
- 1995년 12월 (재)부산방송 문화재단(현 KNN 문화재단) 설립
- 1996년 6월 부산광역시 연제구 연산동에 사옥 준공
- 1996년 10월 2일 SBS와 합작하여 만든 수목드라마 형제의 강 방송 개시 (1997년 4월 3일까지 방송됨)
- 1997년 9월 9일 PSB-FM방송 개국(현 KNN 파워FM 호출부호 HLDG-FM, FM 99.9MHz)
- 1998년 7월 11일 롯데:해태 사직 경기를 시작으로 현재까지 롯데 자이언츠 전 경기를 라디오로 생중계
- 1999년 2월 10일 경남지사(창원시) 설치 (경상남도 창원시 신월동 101-1번지 소재)
- 1999년 12월 10일 일본 후쿠오카 지역 민방인 TV니시닛폰(이하 TNC)와 우호협력 협정 체결

### 2000년대
- 2000년 8월 중국의 톈진 TV 우호협력 협정 체결
- 2000년 10월 20일 인터넷 방송사, 락티비닷컴(rakTV.com) 개국(현재의 iKNN)
- 2000년 11월 불모산·용등 TV 중계소 허가 (마산·창원지역 난시청 해소)
- 2002년 1월 (주)한창에서 넥센타이어로 최대주주 변경 (강병중 회장)
- 2002년 9월 부산광역시 지역케이블방송 SBS TV 역외재송신 23:59 종료
- 2002년 9월 DTV 시험방송 실시(호출부호 HLDG-DTV)
- 2002년 9월 29일 ~ 10월 14일 부산 아시안 게임 주관방송사로 참여
- 2003년 5월 14일 PSB 부산방송 부산경남대표방송 함께 방송
- 2003년 8월 황령산에 디지털 TV 송신소 설치
- 2003년 11월 중국의 칭다오TV와 우호협력 협정 체결
- 2003년 12월 31일 디지털TV 방송 개국
- 2004년 3월 박용길 사장 취임
- 2004년 5월 14일 PSB 부산방송에서 함께 창사 9주년 개국 부산을 봅니다. 세계를 봅니다
- 2004년 10월 일본의 라디오 방송국 FM아오모리와 프로그램 제휴 협정 체결
- 2005년 5월 14일 TV 개국 10주년
- 2005년 7월 11일 부산·경남광역방송 선정
- 2006년 2월 28일 PSB - TV 2006년 봄 3월 첫 프로그램 봄개편
- 2006년 4월 13일 PSB - TV 2006 국민의 선택 중계방송
- 2006년 5월 14일 사명을 PSB 부산방송에서 KNN(Korea New Network) 부산경남방송으로 개칭.
- 2006년 6월 창원 불모산 TV중계소 개소
- 2006년 12월 진주 망진산 TV중계소 개소
- 2007년 2월 12일 경남 서부지역 보도를 위해 진주방송센터 개소
- 2007년 3월 19일 이만수 사장 취임
- 2007년 5월 14일 KNN 부산경남대표방송 함께하고 방송 첫 청사 12주년 개국
- 2007년 8월 거창 감악산 중계소 ATV, DTV 개국
- 2007년 9월 9일 KNN-FM방송 개국 10주년
- 2007년 11월 14일 지상파 DMB 방송 KNNu 시험방송 개시
- 2007년 12월 DMB 방송시설구축(연주소송출실, 황령산송신소, 볼모산중계소 완공)
- 2008년 6월 DMB 방송국 개국(준공검사, 방송국 허가완료)
- 2008년 7월 7일 KNNu 지상파 DMB 본방송 개시
- 2009년 4월 13일 자체 제작 뉴스 프로그램의 100% HD 전환 방송 실시

### 2010년대
- 2010년 5월 14일 KNN TV 방송 개국 15주년
- 2010년 6월 4일 해운대 센텀시티 신사옥 착공
- 2010년 11월 3일 비수도권 지역 방송국 최초로 코스닥 시장에 상장
- 2010년 12월 18일 창원 불모산 라디오중계소(FM 102.5MHz) 시험방송 송출
- 2010년 12월 29일 창원 불모산 라디오중계소(FM 102.5MHz) 본방송 송출 시작
- 2011년 12월 23일 진주 장군대산 라디오중계소(FM 105.5MHz) 시험방송 송출
- 2011년 12월 28일 진주 장군대산 라디오중계소(FM 105.5MHz) 본방송 송출 시작
- 2012년 10월 4일 경남지역 지상파 아날로그 TV 방송 종료
- 2012년 10월 9일 부산지역 지상파 아날로그 TV 방송 종료
- 2012년 11월 12일 KNN 센텀시티 신사옥 준공, KNN라디오 시보음 변경
- 2013년 7월 17일 부산경남지역 디지털 주파수 재배치 완료
- 2013년 9월 16일 기장FM중계소 (FM 96.3MHz) 본방송 송출 시작
- 2013년 10월 KNN 센텀사옥 ‘부산다운 건축상’ 은상 수상
- 2013년 12월 23일 양산FM중계소 (FM 96.3MHz) 본방송 송출 시작
- 2014년 3월 김석환 사장 취임
- 2015년 3월 10일 문혁주 사장 취임
- 2015년 5월 14일 KNN-TV방송 개국 20주년
- 2016년 5월 10일 KNN 러브FM (호출부호 HLDG-SFM, FM 105.7MHz) 개국에 따라서 KNN 라디오를 KNN 파워FM으로 변경 및 2개의 FM 채널로 이원화
- 2016년 9월 23일 거창 감악산 라디오중계소(FM 106.7MHz) 본방송 송출 시작
- 2016년 11월 8일 이성림 사장 취임
- 2017년 5월 10일 기장SFM중계소 (FM 89.3MHz) 본방송 송출 시작 
 양산SFM중계소 (FM 88.5MHz) 본방송 송출 시작
- 2017년 10월 21일 창원SFM 불모산 라디오중계소(FM 90.9MHz) 시험방송 송출
- 2017년 10월 30일 창원SFM 불모산 라디오중계소(FM 90.9MHz) 본방송 송출 시작
- 2017년 12월 29일 KNN UHD 방송개국
- 2018년 3월 2일 김병근 사장 취임
- 2018년 3월 10일 진주SFM 장군대산 라디오중계소(FM 98.7MHz) 시험방송 송출
- 2018년 3월 21일 진주SFM 장군대산 라디오중계소(FM 98.7MHz) 본방송 송출 시작

### 2020년대
- 2020년 KNN 러브FM 호출부호 변경 (HLDG-SFM → HLDG-2FM)
- 2020년 9월 28일 KNN 러브FM 라기오, 성은진의 노래하나 얘기둘 파워FM 수중계
- 2022년 4월 4일 KNN 러브FM 김아라의 생생 라디오 파워FM 수중계
- 2023년 10월 17일 KNN 러브FM 이해리의 온나라디오, 오희주의 라디오라떼 파워FM 수중계
- 2025년 3월 28일 KNN 러브FM 24시간 체제에서 22시간으로 변경 (새벽 3시 ~ 5시까지 정파)
- 2025년 5월 14일 KNN TV 개국 30주년

## TV 방송
1995년 4월 1일 시험방송을 거쳐 같은 해 5월 14일 대구방송, 광주방송, 대전방송과 함께 TV 방송을 개국하였다.
2000년 이전까지는 부산과 그 인근에서만 시청할 수 있었으나 2000년에 불모산 중계소가 설치되고 2005년 7월 경남 지역까지 정식 방송 권역으로 확대됨에 따라 2006년 이후 망진산, 감악산 TV 중계소가 설치되면서 서부 경남 지역에서도 KNN TV를 수신할 수 있게 되었다.
프로그램 편성 비율은 뉴스가 28.7%, 교양이 54.3%, 예능이 17.1%이며 지역 정서·지역민의 욕구를 적극 반영한 지역 밀착적 프로그램 개발과 전국 방송·국제적 수준의 교양 프로그램 제작, 위성·디지털 방송 대비 시청자 참여 프로그램 개발 확대를 편성 방침으로 하고 있다.

### 방송 송출 시설망
- 호출 부호 : HLDG-DTV
- 가상 채널 : 6-1

| 송신소          | UHD      | UHD   | HD                                   | HD    | 송신소 위치                        | 비고 |
| 송신소          | 물리채널 | 출력  | 물리채널                             | 출력  | 송신소 위치                        | 비고 |
| --------------- | -------- | ----- | ------------------------------------ | ----- | ---------------------------------- | ---- |
| 황령산 송신소   | CH 53    | 5kW   | CH 15                                | 2.5㎾ | 부산 연제구 연산2동 산181-3        |      |
| 정관 중계소     |          |       | CH 20                                | 20W   | 부산 기장군 정관읍 달산리 산146-14 |      |
| 기장 중계소     | CH 33    | 90W   | 부산 기장군 일광읍 삼성리 산41       |       |                                    |      |
| 천제산 소출력   | CH 33    | 0.05W | 부산 남구 대연동                     |       |                                    |      |
| 장산 중계소     | CH 30    | 20W   | 부산 해운대구 재송1동 산74-3         |       |                                    |      |
| 만덕 중계소     | CH 40    | 20W   | 부산 동래구 온천3동 산190-8 달북마을 |       |                                    |      |
| 동삼 소출력     | CH 15    | 0.05W | 부산 영도구 동삼1동                  |       |                                    |      |
| 천마산 중계소   | CH 50    | 20W   | 부산 사하구 감천2동 산99-1           |       |                                    |      |
| 녹산 중계소     | CH 24    | 90W   | 부산 강서구 녹산동 산2-5 봉화산      |       |                                    |      |
| 양산타워 중계소 | CH 36    | 90W   | 경남 양산시 동면 석산리 656-30       |       |                                    |      |
| 불모산 중계소   | CH 33    | 2.5㎾ | 경남 창원시 성산구 천선동 산213-4    |       |                                    |      |
| 용등 중계소     | CH 20    | 20W   | 경남 창원시 의창구 대산면 우암리 442 |       |                                    |      |
| 망진산 중계소   | CH 19    | 1㎾   | 경남 진주시 망경동 산18-1            |       |                                    |      |
| 옥종 소출력     | CH 19    | 0.05W | 경남 하동군 옥종면 청룡리            |       |                                    |      |
| 감악산 중계소   | CH 36    | 1㎾   | 경남 거창군 신원면 구사리 산12-1     |       |                                    |      |

아날로그TV
- 호출부호 : HLDG-TV

| 송신소        | 채널  | 출력 | 송신소 위치                          | 종료일       |
| ------------- | ----- | ---- | ------------------------------------ | ------------ |
| 황령산 송신소 | CH 19 | 30㎾ | 부산 연제구 연산2동 산181-3          | 2012. 10. 09 |
| 정관 중계소   | CH 37 | 50W  | 부산 기장군 정관읍 달산리 산146-14   | 2012. 10. 09 |
| 기장 중계소   | CH 31 | 100W | 부산 기장군 일광읍 삼성리 산41       | 2012. 10. 09 |
| 장산 중계소   | CH 46 | 100W | 부산 해운대구 재송1동 산74-3         | 2012. 10. 09 |
| 만덕 중계소   | CH 51 | 100W | 부산 동래구 온천3동 산190-8 달북마을 | 2012. 10. 09 |
| 천마산 중계소 | CH 44 | 100W | 부산 사하구 감천2동 산99-1           | 2012. 10. 09 |
| 녹산 중계소   | CH 34 | 500W | 부산 강서구 녹산동 산2-5 봉화산      | 2012. 10. 09 |
| 불모산 중계소 | CH 64 | 10㎾ | 경남 창원시 성산구 천선동 산213-4    | 2012. 10. 04 |
| 용등 중계소   | CH 21 | 10W  | 경남 창원시 의창구 대산면 우암리 441 | 2012. 10. 04 |
| 망진산 중계소 | CH 62 | 5㎾  | 경남 진주시 망경동 산18-1            | 2012. 10. 04 |
| 감악산 중계소 | CH 68 | 5㎾  | 경남 거창군 신원면 구사리 산12-1     | 2012. 10. 04 |

### 방영 프로그램
- KNN 모닝와이드
- 모닝플러스
- KNN 뉴스와 생활경제
- KNN 뉴스투데이
- KNN 뉴스아이
- 굿모닝 투데이
- 건강 365
- 공개클리닉 웰
- KNN 파워토크
- 테마스페셜
- 메디컬 24시 닥터스
- 임혜림의 행복한 책 읽기
- 100세 시대 건강하이소
- 전국 톱 10 가요쇼
- 찬란한 유산 100선
- 법대로 합시다 더 로이어
- 지역을 살리는 상생의 물
- 100세 시대 건강하이소
- 사라진 味

### 종영 프로그램
- 월드 리포트
- KNN 날씨와 건강
- KNN 정보센터
- 해풍
- 형제의 강
- 아름다운 선택
- 리플 드라마
- 허니문 비치
- 대박인생
- 미세스 사이공
- 그녀의 스타일
- 다락방
- 쑈! TV유랑극단
- 틴틴 콘서트
- 러브 바이러스
- 사투리 쇼 이구동심
- 사투리 쇼 얼룩말
- 고수의 밥상
- 촌티콤 웰컴 투 가오리
- 맛있는 아시아 푸드헌터
- 씨네포트
- 촌티콤 웰컴 투 가오리
- 촌티콤 웰컴 투 가오리 시즌 2
- 촌티콤 날아라 메뚜기
- K트롯 골든마이크
- TV 갤러리
- 하늘에서 본 경남
- KNN 맛집
- 톡톡 보험설계
- 섬마을 할매
- 해피플러스
- 현장추적 싸이렌
- 시사포차 담
- 세상발견 유레카
- 마음의 산책
- 물은 생명입니다
- KNN 스페셜
- 뛰뛰빵빵 로그인 코리아
- KNN 시사만사

### 특집 프로그램
- 특집 2018 지역 대학을 가다
- 산토끼와 따오기가 함께하는 창작동요제
- 2024 동아시아문화도시 김해 특집 다큐멘터리 문화의 바다 대항해의 시작
- KNN특집 채움의 발견
- KNN 특집다큐 천년의 염원, 가야진용신제
- KNN특집다큐 바다에 닿은 미래

### 제공 시보
- 현대L&C
- 김해 아이스퀘어
- 힐탑 프리미엄 아울렛
- 쿠쿠전자
- 우리은행 (자체 제공시보)

## 라디오 방송

### 파워 FM
1997년 9월 9일에 개국한 KNN 라디오는 지역민방 가운데 TBC와 함께 거의 50%의 자체편성 비율로 SBS와의 네트워크제휴를 맺은 방송사 중 전국에서 가장 높은 자체편성 비율을 실현하고 있다. 개국 당초에는 PSB Bluewave FM이라는 명칭으로 개국했고, 자체편성비율 100%였으나, IMF로 인한 경제위기로 3개월 만에 SBS와 라디오방송 네트워크 협약을 체결함으로써, 자체편성 비율은 100% 아래로 떨어졌다. 현재의 여건상으로는 얼마든지 자체편성 100%를 실현할 수 있으나, SBS의 라디오 프로그램의 청취를 선호하는 일부 청취자의 반발이 있어 불가능한 실정이다. SBS 파워FM 프로그램의 70%를 편성한다.
개국 초부터 2010년 말까지는 부산과 동부경남 일부(김해시, 양산시 일부)에서만 수신할 수 있었다. 하지만 2010년 12월 29일 창원 불모산 중계소, 2011년 12월 23일 진주 장군대산 중계소, 2013년 9월 16일 기장 FM보조국, 2016년 9월 23일 거창 감악산 중계소를 개국하면서 현재는 부산과 경남 대부분 지역에서 수신이 가능하다.

### 방송 송출 시설망
- 호출부호 : HLDG-FM

| 황령산 송신소   | FM 99.9MHz  | 5㎾  | 부산 연제구 연산2동 산181-3        |
| 정관 중계소     | FM 96.3MHz  | 20W  | 부산 기장군 정관읍 달산리 산146-14 |
| 기장 중계소     | FM 96.3MHz  | 20W  | 부산 기장군 일광읍 삼성리 산41     |
| 양산타워 중계소 | FM 96.3MHz  | 20W  | 경남 양산시 동면 석산리 656-30     |
| 불모산 중계소   | FM 102.5MHz | 1㎾  | 경남 창원시 성산구 천선동 산213-8  |
| 장군대산 중계소 | FM 105.5MHz | 1㎾  | 경남 진주시 문산읍 상문리 325-5    |
| 감악산 중계소   | FM 106.7MHz | 500W | 경남 거창군 신원면 구사리 산12-1   |

#### 방영 프로그램
- 김아라의 생생 라디오
- KNN 웰빙라이프
- 머니마니쇼 시즌2
- 강영운, 이윤정의 노래하나 얘기둘
- 뮤직 클라우드
- 이해리의 온나라디오
- 오희주의 라디오라떼

#### 종영 프로그램
- KNN 9시 뉴스
- KNN 14시 뉴스
- KNN 18시 종합뉴스
- KNN 20시 뉴스
- 황정희의 새벽산책
- 블루웨이브 모닝팡파르
- 안단테 알레그르
- 미시타임
- 팝스월드
- 블루 블루웨이브
- 헤이 러시아워
- 스튜디오 블루 : PSB 서울 스튜디오에서 제작되었던 프로그램 중 하나로, 가수이자 드러머 남궁연이 진행했다.
- 블루웨이브 콘서트홀
- 캠퍼스 블루웨이브
- 뮤직시네피아
- 와이틴 팡팡팡 : PSB 서울 스튜디오에서 제작되었던 프로그램 중 하나로, 개그맨 전창걸이 진행했다.
- 인기가요 999
- 블루웨이브 어드벤처
- 정보탱크 찬스를 잡아라
- PSB 가요대전 : 2022년 지금까지 방송되고 있는 노래하나 얘기둘의 전신.
- 좋은음악 좋은만남
- 뮤직네트워크
- 스튜디오 999
- 일요문화현장
- 최치갑의 재즈카페
- 포구기행
- 안녕하십니까? PSB입니다
- 김혜란의 싱싱한 아침
- 김현민의 뮤직에세이
- 성은진의 펑키타운 : DJ 성은진은 이후 노래하나 얘기둘(노둘) 진행자로 이동
- 일요특집 뮤직퍼레이드
- 안지혜의 사랑캠프, 당신이 희망입니다.
- 강영운의 런투유
- 한밤의 음악편지
- 시사연예특급
- PSB 영화음악
- 김원범의 N-플러스 : 이후 해당 시간대는 SBS 릴레이로 방송하다 12년만에 자체방송이 편성되었다.
- 유정임의 따따부따
- 김혜란의 뮤직박스
- 다함께 999
- PSB 콘서트
- 클릭 투데이
- KNN 레이다 : 부산MBC에서 방송하던 자갈치 아지매와 포맷이 너무 유사하다는 지적을 받았었다.(분량은 천지차이긴 하지만 사실 자갈치 아지매의 방송 분량이 확대된 건 2018년부터였다.) 초대 故김상국을 시작으로 고인범, 박천영, 송섭이 이어서 진행을 했다.
- 소리내어 읽기, 마음의 담장을 넘다(특집) : 2015년 11월 KNN(PSB) 창사 20주년을 기념해 제작된 7부작 라디오 다큐멘터리. 생생 라디오 4부 시간대를 할애해 방송되었다.
- 강영운의 트로트 쇼 : DJ 강영운은 KNN 러브FM 개국과 동시에 딱 좋은 라디오 진행자로 이동.
- 김혜란의 달콤한 수다
- 전수진의 달콤한 수다
- 전수진의 하이 힐
- 장원일의 음악본색
- 조문경의 하이 힐
- 라기오의 딱좋은 라디오
- KNN 프로야구 중계석

### 러브 FM
2016년 5월 10일에는 KNN TV 개국 21주년을 맞이해서 러브FM이 개국했다(호출부호 HLDG-SFM, FM 105.7MHz). SBS 러브FM 프로그램의 67.9%를 편성한다. 황령산송신소 이외 중계소가 아직 구축되지 않아 경상남도 대부분 지역에서는 러브FM을 청취하기가 곤란했으나, 2017년 5월 10일 양산 중계소와 기장 FM보조국을 개국했고, 2017년 10월 30일 불모산 중계소 FM보조국을 개국했고 2018년 3월 21일 장군대산 중계소 FM보조국을 개국했다. 2020년 중으로 호출부호가 HLDG-2FM으로 변경되었다.

### 방송 송출 시설망
- 호출부호 : HLDG-2FM

| 황령산 송신소   | FM 105.7MHz | 1㎾ | 부산 연제구 연산2동 산181-3        |
| 정관 중계소     | FM 89.3MHz  | 20W | 부산 기장군 정관읍 달산리 산146-14 |
| 천마산 중계소   | FM 89.3MHz  | 20W | 부산 사하구 감천1동                |
| 양산타워 중계소 | FM 88.5MHz  | 20W | 경남 양산시 동면 석산리 656-30     |
| 불모산 중계소   | FM 90.9MHz  | 1㎾ | 경남 창원시 성산구 천선동 산213-8  |
| 장군대산 중계소 | FM 98.7MHz  | 1㎾ | 경남 진주시 문산읍 상문리 325-5    |

#### 방영 프로그램
- 김아라의 생생 라디오
- KNN 웰빙라이프
- 머니마니쇼 시즌2
- 강영운, 이윤정의 노래하나 얘기둘
- 오희주의 라디오라떼
- 장원일의 2시뮤직

#### 종영 프로그램
- 친절한 경제씨의 똑똑한 재무플랜 : 자매 채널 프로그램 '생생 라디오'의 코너였던 '재무플랜'을 가져와 만들어진 프로그램으로 현재는 '머니마니쇼'로 이어지고 있다.
- 열린 라디오 : MBC경남 '열려라 라디오', 혹은 부산MBC '라디오 시민세상'의 KNN 버전. 2016년 종영 후 시즌2로 돌아온다고 언급했으나 그 이후 소식이 없는 것으로 보아 무산된 것으로 보인다.
- KNN 초대석 : 초기에는 문근해 아나운서 겸 PD가, 후기에는 이수진 아나운서가 진행을 맡았던 대담 프로그램. 지역의 명사를 초대해 대담을 나눈 후 명사의 선곡으로 항상 끝을 맺었다.
- 더 클래식, 정희정입니다 : 고전음악 프로그램으로 KNN 파워FM에서 매주 일요일에 방송되다 러브FM 개국과 함께 이전하여 데일리 새벽프로그램으로 방송되었다. 진행을 맡았던 정희정 아나운서는 이화여대 성악과 출신으로 고전음악에 조예가 깊어 제작까지 도맡을 수 있었다.
- 김신식의 센텀 온 에어 : 1997년 KNN 파워FM 개국멤버인 김신식 PD가 오랫만에 다시 합류하여 진행을 맡았던 프로그램. 주로 시사와 생활정보를 전하는 프로그램이었다.
- 우리들의 밤 최다희입니다
- 그대곁愛 러브FM : '우리들의 밤' 후속으로 편성된 프로그램. 이하윤 아나운서가 진행했으나 1년도 채 못가 종영되었다.
- 내 마음의 행복노트 : 김아라 DJ가 진행했던 낭독 프로그램. KNN 아침 뉴스의 토요일 대체 편성으로 방송되었으며 시구나 책의 글귀 일부를 낭송했다.
- KNN 8시 뉴스[8]
- 행복한 책 읽기 : KNN TV의 프로그램을 KNN 아침 뉴스의 일요일 대체 편성으로 2년간 방송했다. 라디오 편성에서 제외된 지 4년만에 TV 편성에서도 제외, 잠정 종영되었다가 방송을 재개했다.
- KNN 뉴스아이 수중계[9]
- 러브포텐 박민설입니다 : 2018년 9월말부터 기존 정치쇼/섹션라디오가 방송되던 자리에 신설된 시사교양(주말 음악) 프로그램. 시작부터 끝까지 출장 및 개인 사정으로 빠진 방송분을 제외하고 박민설 아나운서가 DJ를 맡았다.
- 이바구 스튜디오
- 다희의 음악다방 : 2018년 '센텀 온 에어' 후속으로 편성된 음악 프로그램. 방송시간 변동이 좀 많았다.
- KNN 프로야구 NC 다이노스 중계
- 오늘 오후 KNN입니다
- 우아한 라디오 : 2020년 5월 4일부터 방송중이었던 프로그램. 야간 프로그램을 주로 맡았던 '다디' 최다희 DJ의 첫 주간 프로그램이었다. 2021년 10월 31일부로 다디 최다희 DJ가 하차하고, 2021년 11월 1일부터 2022년 4월 3일까지 용디 고강용 아나운서가 진행했다.
- KNN 2시 뉴스
- KNN 12시 뉴스
- KNN 6시 뉴스
- 라기오의 딱좋은 라디오
- 이해리의 온나라디오 : 2025년 3월 28일부터 파워FM으로 이동.

### 제공 시보
- 쿠쿠전자
- 오천콜 대리운전 (30분)
- 구구콜 대리운전 (30분)
- 친구넷 대리운전 (30분)
- 육육콜 대리운전 (30분)
- 삼천콜 대리운전 (30분)
- 에어부산 (30분)

### 동시 방송 프로그램
- 김아라의 생생 라디오 (매일 아침 9시 ~ 아침 10시 50분) <2022년 4월 4일 이후>
- 머니마니쇼 시즌2 (매일 아침 11시 ~ 낮 12시) <2025년 3월 28일 이후>
- 노래하나 얘기둘 (매일 오후 4시 ~ 저녁 5시 50분) <2020년 9월 28일 이후>
- 오희주의 라디오라떼 (주말 밤 8시 ~ 밤 10시) <2023년 10월 17일 이후>
  - 단, 동시 방송 프로그램 수중계는 모두 4개이다.
  - 단, 동시 방송 프로그램 시간대는 아침 9시대에서 낮 12시대 사이, 오후 4시대에서 저녁 6시대 사이, 주말 밤 8시대에서 밤 10시대 사이이다.

## 지상파 DMB 방송
KNN이 주사업자로, 울산방송과 함께 공동으로 부산·울산·경남 전역을 방송권역으로 하는 지상파 DMB 사업자로서 방송중이다.

## 센텀시티 신사옥
2007년 6월에 착공하여 2012년 11월 12일에 준공되었다. 규모는 지상 28층, 지하 06층의 첨단 인텔레전트 빌딩으로 방송과 상업, 업무 등 다양한 용도의 미래형 복합미디어센터이다. 장소는 영화의 전당 맞은편에 위치해 있다.

## 아나운서

### 현직
- 현승훈
- 황범
- 정희정
- 정준희
- 김다롬
- 임혜림
- 박경익
- 김혜민
- 김채림
- 오주호
- 진서원

### 전직
- 최지해 - 현 OBS 아나운서
- 박철규 - 현 KBS 아나운서
- 박수진 - 현 한국경제TV MC
- 고강용 - 현 MBC 아나운서
- 박민설 - 현 YTN 아나운서
- 이상철 - 현 연합뉴스TV 아나운서
- 임현주 - 현 MBC 아나운서

## 기자
보도국
- 보도국장 김성기

편집부
- 편집부장 임택동

- 뉴스 제작팀 -
- 차장 강기성
- PD 박종준
- PD 노경민
- 보도작가 조다영
- 보도작가 하정민
- 행정 박수아

- 편집팀 -
- 사원 정윤주
- 사원 전금채
- 사원 양희진
- 사원 김민지
- 사원 차수진
- 사원 김승연
- 사원 한동민

- 그래픽 / CG팀 -
- 사원 최희연(CG)
- 사원 송현주(그래픽)
- 사원 강지연(그래픽)
- 사원 김윤여(그래픽)
- 사원 박정은(스크립터)
- 사원 이아영(스크립터)

취재부
- 취재부장 김상진

- 정경팀 -
- 차장 주우진

- 사회팀 -
- 기자 박명선
- 기자 정기형
- 기자 최한솔
- 기자 조진욱
- 기자 이민재
- 기자 최혁규
- 기자 하영광
- 기자 김수윤

영상부
- 영상국장 박영준

카메라 기자
- 국장 정용수
- 국장 육근우
- 국장 박동명
- 부장 박민호
- 부장 하성창
- 부장 신동희
- 부장 김태용
- 부장 오원석
- 부장 김종명
- 부장 국주호
- 차장 전재현
- 차장 최진혁
- 차장 이원주
- 기자 권용국
- 기자 박은성

경남본부
- 경남본부장 박철훈
- 보도국장 표중규

취재팀
- 부장 김동환
- 차장 김건형
- 차장 김민욱
- 기자 황보람
- 기자 안형기
- 사원 김가현

영상팀
- 부장 하호영
- 차장 정성욱
- 기자 안명환
- 기자 정창욱

서부경남본부
- 기자 이태훈

서울지사
- 차장 길재섭
- 기자 박언국

## 기상 캐스터

### 전직
- 박선민
- 이재원
- 조문경
- 오희주

## 스포츠 해설 위원
- 이광길 (라디오, 롯데 자이언츠)

## 리포터, DJ, 캐스터
- 라기오
- 강영운
- 노승혜
- 허형범
- 백주훈
- 천희재
- 이후창
- 김아라
- 조문경

## 사옥 변천 과정
- 1995년 5월 ~ 2012년 11월 11일 : 부산광역시 연제구 고분로13번길 15
- 2012년 11월 12일 ~ 현재 : 부산광역시 해운대구 센텀서로 30

## 연중 캠페인
- 1995년 5월 14일 ~ 2006년 5월 13일: 부산을 봅니다. 세계를 봅니다.
- 2006년 5월 14일 ~2011년 : '지역경제를 살립시다.'
- 2012년 ~ 2022년 : '뛰자! 세계로 미래로 yes 부산 ok 경남'

## 같이 보기
- SBS
- 부산광역시
- 센텀시티
- 넥센타이어
- 롯데 자이언츠
- 부산국제영화제
- 부산국제코미디페스티벌
- 남성혐오